# Boston United Football Club
Maillots
Actualités
Dernière mise à jour : 25 novembre 2024.
Le Boston United Football Club est un club anglais de football fondé en 1933. Le club, basé à Boston, évolue en National League (D5).

## Repères historiques
Fondé en 1933, le club adopte un statut professionnel en 2001 et rejoint la League en 2002 (équivalent de la quatrième division).
En 2024, le club est promu en Conference National (cinquième division)

## Palmarès
- Conference National (cinquième division) : 
  - Champion : 2002

- Southern Football League :
  - Champion : 2000

- Northern Premier League :
  - Champion : 1973, 1974, 1977, 1978

- FA Trophy :
  - Finaliste : 1985

## Anciens joueurs
- /  Keith Alexander
- Paul Gascoigne
- Julian Joachim
- Gary Mills
- Neil Redfearn
- Noel Whelan
- David Rennie